# Miraelrío
Miraelrío es un núcleo de población situado en el término municipal de Vilches, en la andaluza provincia de Jaén, construido entre 1964 y 1967 por el Instituto Nacional de Colonización.

## Descripción e historia
Miraelrío es una de las últimas iniciativas del Instituto Nacional de Colonización y se proyecta coronando una colina sobre el río Guadalimar y el río Guadalén, lo que inspira a su diseñador, José Luis Fernández del Amo, a desarrollar el asentamiento en estrecha relación con la topografía.
En un anillo exterior en forma de herradura se situaron las 68 viviendas unifamiliares proyectadas en doce grupos. Las viviendas, agrupadas de dos a dos en una planta hexagonal, orientan las estancias de uso doméstico hacia el interior de la ordenación elíptica, segregando al otro lado las dependencias agrícolas mediante patios. Cada una disponía en origen de zona de acceso por donde se pasaba al vestíbulo, salón-comedor, tres dormitorios, cocina, despensa y lavadero desde el que se accedía al jardín y, de allí, a los corrales y dependencias agrícolas orientadas a las tierras parceladas radialmente hacia el río. En el interior del grupo de viviendas, un gran espacio libre de uso público rodea al núcleo central que, en un eje porticado, aglutina los edificios y espacios de relación: iglesia, consultorio médico, dependencias administrativas y plazas.
La ubicación no fue pensada al azar. Miraelrío es un promontorio que domina el entorno; la zona circundante ha estado habitada desde la Edad de Bronce y, a pesar de la riqueza hidrográfica del terreno, su posición elevada invitó a que confluyeran sobre él muchos de los caminos de paso en aquellas comarcas. Antes de la construcción del poblado actual existía un cortijo con el mismo nombre. Las tierras que lo rodean, en su mayor parte, son sedimentarias de gran riqueza edáfica, buenas para el cultivo tanto de secano como de regadío. Al contrario que en la mayor parte de los proyectos de colonización tras la guerra civil española, se abordó con la idea de una concentración parcelaria para aprovechar la extensión del cultivo de regadíos, frente a la colonización integral.

## Situación en elsigloXXI
El techo poblacional de Miraelrío se alcanzó en 1986 con 326 habitantes; en cambio, en 2014 solo se encontraban censados 188 y el número de viviendas era de 59. En el medio siglo transcurrido (1967-2018), se ha producido un envejecimiento de la población, al que ha acompañado una mayor concentración parcelaria al oeste, la implantación de balsas y el destino de una parte sustancial del terreno al monocultivo con regadío del olivar que alcanza, incluso, a zonas propias de cultivos de riego distintos por su proximidad a la zona de vega. También el entorno próximo ha quedado modificado por la presa de Giribaile al este, en servicio desde 1996, y que es la cuarta de mayor capacidad de la cuenca del Guadalquivir, si bien su destino a la producción eléctrica no ha afectado a la distribución del agua.

## Estatus patrimonial
El Poblado de Miraelrío es un bien inmueble catalogado como genérico, e inscrito colectivamente como tal en el Catálogo General del Patrimonio Histórico Andaluz por Resolución de 21 de febrero de 2006, de la Dirección General de Bienes Culturales de la consejería de Cultura de la Junta de Andalucía. Goza del nivel de protección establecido para dichos bienes en la Ley 14/2007, de 26 de noviembre, del Patrimonio Histórico de Andalucía,.